# بنا (بورکینافاسو)

بنا شهری در شهرستان سولنزو در استان بانوا در بورکینافاسوی غربی است و جمعیت آن ۱۱٬۹۶۳ نفر است.